# Skins
Skins es un drama de televisión británico que sigue las vivencias de un grupo de jóvenes en Brístol, al suroeste de Inglaterra. Fue creado por Bryan Elsley y Jamie Brittain para Company Pictures, se estrenó el 25 de enero de 2007 y finalizó el 5 de agosto de 2013. Fue retransmitida en su totalidad por el canal británico E4.
Su estreno fue todo un fenómeno mediático social en la primera década de este siglo y supuso toda una revolución en el panorama televisivo inglés, convirtiéndose en una verdadera serie de culto que influyó en la vida de toda una generación que la sigue venerando con total admiración casi una década después de su final. Skins fue una serie arriesgada en el momento, tanto por mostrar unos comportamientos juveniles que distaban mucho de ser idílicos, así como por renovar completamente su reparto cada dos años, para dar entrada a nuevas caras y nuevas historias. Skins ha sido la pionera en el campo de series generacionales juveniles, más tarde, otras series intentaron seguir su dinámica como Euphoria, Sex Education o Gossip Girl. 
Las temporadas 1 y 2 —Primera generación— constan de un elenco liderado por Tony Stonem (Nicholas Hoult) y Sid Jenkins (Mike Bailey), su mejor amigo. Terminadas las 2 primeras temporadas, el equipo de la serie decidió cambiar el reparto, dividiendo a los personajes en generaciones con 2 temporadas cada una. Para la 3 y 4 temporada —Segunda generación—, el reparto fue reemplazado en su mayoría, exceptuando a la que sería la líder del nuevo elenco, la hermana de Tony, Effy Stonem (Kaya Scodelario) y su mejor amiga, Pandora Moon (Lisa Backwell). Por su parte, las temporadas 5 y 6 —Tercera generación— constan de un nuevo reparto encabezado por Franky Fitzgerald (Dakota Blue Richards) y Mini McGuiness (Freya Mavor); no tiene más relación con las dos generaciones previas que algunos detalles notorios (por ejemplo, firmas en los casilleros). En general, se mantienen relativamente constante las mismas personalidades, en nuevos personajes. El 1 de julio de 2013 se produjo la séptima y última temporada de la serie, una temporada de despedida que cuenta con el retorno de Effy Stonem (primera y segunda generación), Cassie Ainsworth (primera generación) y James Cook (segunda generación) como protagonistas en tres historias individuales (Skins: Fire, Skins: Pure y Skins: Rise, respectivamente), divididas en dos episodios por cada historia individual. Esta última temporada muestra la vida adulta de cada uno de los protagonistas, contando qué fue de sus vidas luego de terminada sus respectivas generaciones. Se han realizado numerosos capítulos con historias relacionadas con la trama principal que muestran acontecimientos que en los capítulos emitidos no se pueden ver. En la serie se escuchan canciones de artistas como Foals, Crystal Castles y Yeah Yeah Yeahs, entre otros.

## Premisa
La serie muestra la vida de un grupo de adolescentes y las complejas situaciones que deben enfrentar en los años de juventud. Se tocan temas como los desórdenes de personalidad y de alimentación, las enfermedades mentales, los problemas familiares, la homosexualidad, adicciones, drogas, etc. Skins se considera irreverente, pero con un gran sentido de realidad. Cada dos temporadas cambia el elenco de personajes.

## Episodios
| Temporada | Temporada | Episodios | Episodios | Emisión original      | Emisión original    |
| Temporada | Temporada | Episodios | Episodios | Primera emisión       | Última emisión      |
| --------- | --------- | --------- | --------- | --------------------- | ------------------- |
|           | 1         | 9         | 9         | 25 de enero de 2007   | 22 de marzo de 2007 |
|           | 2         | 10        | 10        | 11 de febrero de 2008 | 14 de abril de 2008 |
|           | 3         | 10        | 10        | 22 de enero de 2009   | 26 de marzo de 2009 |
|           | 4         | 8         | 8         | 28 de enero de 2010   | 18 de marzo de 2010 |
|           | 5         | 8         | 8         | 27 de enero de 2011   | 17 de marzo de 2011 |
|           | 6         | 10        | 10        | 23 de enero de 2012   | 26 de marzo de 2012 |
|           | 7         | 6         | 6         | 1 de julio de 2013    | 5 de agosto de 2013 |

## Reparto y personajes

### Principales
| Effy Stonem                 | Kaya Scodelario      | Recurrente | Recurrente | Principal | Principal |           |            | Principal |           |           |  |
| Cassie Ainsworth            | Hannah Murray        | Principal  | Principal  |           |           |           |            |           | Principal |           |  |
| Tony Stonem                 | Nicholas Hoult       | Principal  | Principal  |           |           |           |            |           |           |           |  |
| Michelle Richardson         | April Pearson        | Principal  | Principal  |           |           |           |            |           |           |           |  |
| Sid Jenkins                 | Mike Bailey          | Principal  | Principal  |           |           |           |            |           |           |           |  |
| Chris Miles                 | Joe Dempsie          | Principal  | Principal  |           |           |           |            |           |           |           |  |
| Maxxie Oliver               | Mitch Hewer          | Principal  | Principal  |           |           |           |            |           |           |           |  |
| Jal Fazer                   | Larissa Wilson       | Principal  | Principal  |           |           |           |            |           |           |           |  |
| Anwar Kharral               | Dev Patel            | Principal  | Principal  |           |           |           |            |           |           |           |  |
| Sketch (Lucy)               | Aimee-Ffion Edwards  |            | Principal  |           |           |           |            |           |           |           |  |
| Pandora Moon                | Lisa Backwell        |            | Invitada   | Principal | Principal |           |            |           |           |           |  |
| Thomas Tomone               | Merveille Lukeba     |            |            | Principal | Principal |           |            |           |           |           |  |
| Emily Fitch                 | Kathryn Prescott     |            |            | Principal | Principal |           |            | Principal |           |           |  |
| Katie Fitch                 | Megan Prescott       |            |            | Principal | Principal |           |            |           |           |           |  |
| James Cook                  | Jack O'Connell       |            |            | Principal | Principal |           |            |           |           | Principal |  |
| Frederick «Freddie» McClair | Luke Pasqualino      |            |            | Principal | Principal |           |            |           |           |           |  |
| Naomi Campbell              | Lily Loveless        |            |            | Principal | Principal |           |            | Principal |           |           |  |
| JJ Jones                    | Ollie Barbieri       |            |            | Principal | Principal |           |            |           |           |           |  |
| Franky Fitzgerald           | Dakota Blue Richards |            |            |           |           | Principal | Principal  |           |           |           |  |
| Alo Creevey                 | Will Merrick         |            |            |           |           | Principal | Principal  |           |           |           |  |
| Rich Hardbeck               | Alexander Arnold     |            |            |           |           | Principal | Principal  |           |           |           |  |
| Mini McGuinness             | Freya Mavor          |            |            |           |           | Principal | Principal  |           |           |           |  |
| Liv Malone                  | Laya Lewis           |            |            |           |           | Principal | Principal  |           |           |           |  |
| Grace Blood                 | Jessica Sula         |            |            |           |           | Principal | Recurrente |           |           |           |  |
| Nick Levan                  | Sean Teale           |            |            |           |           | Principal | Principal  |           |           |           |  |
| Matty Levan                 | Sebastian de Souza   |            |            |           |           | Principal | Principal  |           |           |           |  |
| Alexander «Alex» Henley     | Sam Jackson          |            |            |           |           |           | Principal  |           |           |           |  |
| Jake Abbasi                 | Kayvan Novak         |            |            |           |           |           |            | Principal |           |           |  |
| Victoria                    | Lara Pulver          |            |            |           |           |           |            | Principal |           |           |  |
| Dominic                     | Craig Roberts        |            |            |           |           |           |            | Principal |           |           |  |
| Marcus Ainsworth            | Neil Morrissey       |            |            |           |           |           |            |           | Principal |           |  |
| Yaniv                       | Daniel Ben Zenou     |            |            |           |           |           |            |           | Principal |           |  |
| Jakob                       | Olly Alexander       |            |            |           |           |           |            |           | Principal |           |  |
| Amanda                      | Red Madrell          |            |            |           |           |           |            |           | Principal |           |  |
| Maddie                      | Charlene McKenna     |            |            |           |           |           |            |           | Principal |           |  |
| Louie                       | Liam Boyle           |            |            |           |           |           |            |           |           | Principal |  |
| Jason                       | Lucien Laviscount    |            |            |           |           |           |            |           |           | Principal |  |
| Emma                        | Esther Smith         |            |            |           |           |           |            |           |           | Principal |  |
| Charlie                     | Hannah Britland      |            |            |           |           |           |            |           |           | Principal |  |

### Recurrentes
| Angie         | Siwan Morris     | Recurrente | Recurrente |  |  |  |  |  |
| Josh Stock    | Ben Lloyd-Hughes | Recurrente |            |  |  |  |  |  |
| Abigail Stock | Georgina Moffat  | Recurrente | Recurrente |  |  |  |  |  |

### Primera generación: primera y segunda temporada (2007—2008)
Artículo principal: Personajes de Skins (primera generación)

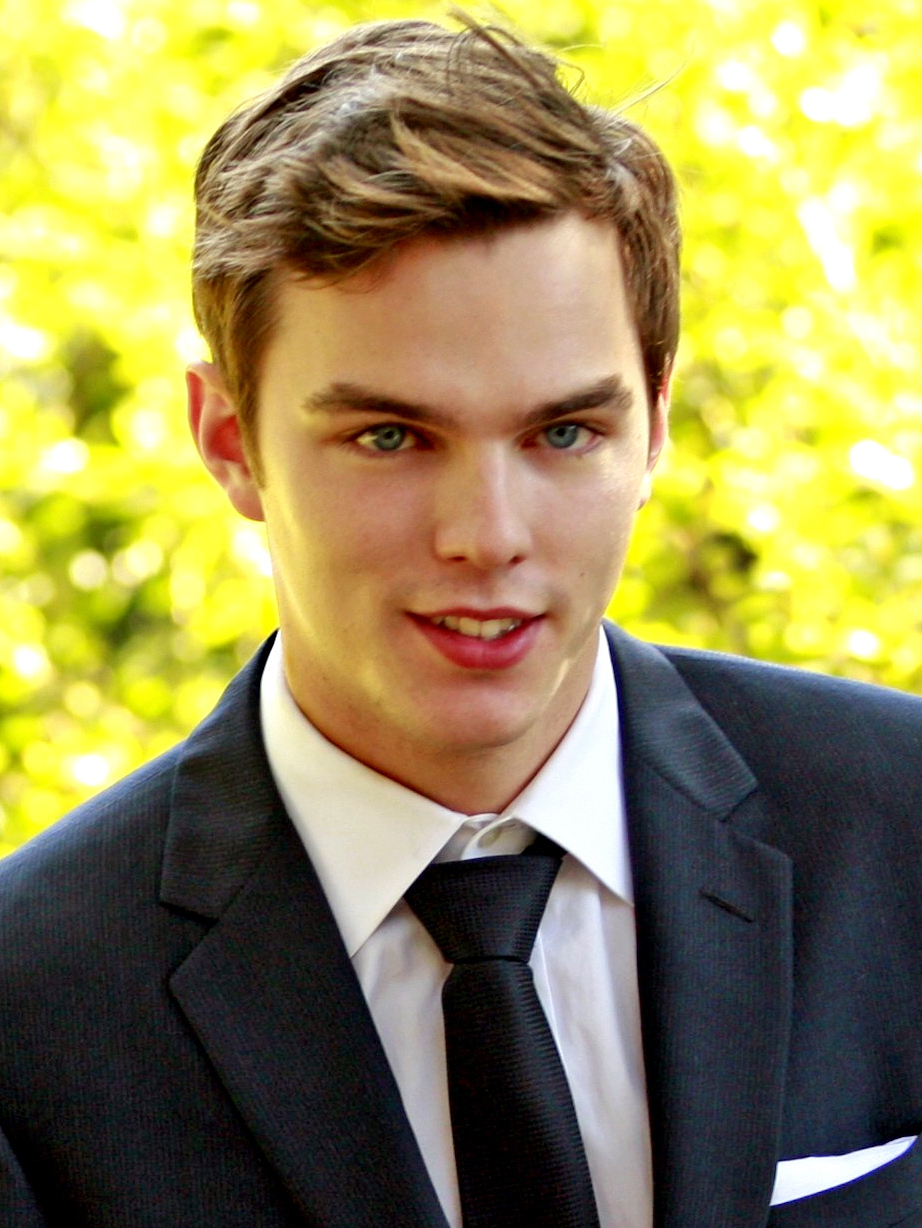
Nicholas Hoult interpreta a Tony Stonem en la primera generación.

Tony Stonem (Nicholas Hoult) es un chico atractivo, narcisista, inteligente y popular. Se caracteriza por sus tendencias manipuladoras, que a menudo pasan desapercibidas, hecho que es un catalizador de la mayoría de los sucesos de la serie, a menudo se hace referencia a que puede ser bisexual, ya que una vez propuso tener un encuentro sexual con Maxxie. Sid Jenkins (Mike Bailey) es el mejor amigo de Tony, pero tiene una personalidad totalmente opuesta. Le falta confianza, es socialmente incómodo y lucha con el trabajo escolar. La novia de Tony es Michelle Richardson (April Pearson), una chica insegura y manipulable. Exteriormente, Michelle parece superficial, vana y engreída, pero ella trabaja duro, tiene un gran interés en el francés y el español, y es emocionalmente madura. Es amiga de Cassie Ainsworth (Hannah Murray), una excéntrica chica que sufre de un trastorno alimenticio. Cassie intenta ocultar su lucha con la salud mental, mientras que sus padres ostentosos la ignoran a razón de su nuevo bebé.
Chris Miles (Joe Dempsie) es el más fiestero del grupo. No se aclara si posee o no una adicción a las drogas, pero consume constantemente pastillas de todo tipo y no posee autocontrol ninguno, especialmente en las primeras apariciones. Tiene una vida familiar difícil; perdió a su hermano cuando este sufrió una hemorragia subaracnoidea hereditaria a una edad temprana, y vive solo, debido a que su padre no se quiere hacer cargo de él y que su madre huye de su casa. Chris está enamorado de su profesora de psicología Angie (Siwan Morris). 
Jal Fazer (Larissa Wilson) es una chica sensible con un gran talento para el clarinete. Su madre ya no vive con ella y la ha dejado con su padre, un famoso músico, y con sus hermanos, aspirantes a raperos. Jal es la mejor amiga de Michelle. Su padre la ignora constantemente por parecerse mucho a su madre.
Maxxie Oliver (Mitch Hewer) es abiertamente gay y tiene pasión por la danza. Es retratado como atractivo, seductor y con talento, y es bien aceptado por la mayoría de sus amigos y familiares. Su mejor amigo Anwar Kharral (Dev Patel) tiene una personalidad un poco fuera de lo normal, y es conocido por sus payasadas y sentido del humor. Aunque es musulmán, no le importa el uso de alcohol, drogas y el sexo antes del matrimonio, a pesar de que las políticas de su religión están contra de ellos. Aun así, tiene dificultad en aceptar plenamente la sexualidad de Maxxie. Lucy, conocida como «Sketch» (Aimee-Ffion Edwards), es una chica galesa, a simple vista tranquila e intrigante. Vive dos edificios después de Maxxie y tiene una visión clara de su habitación. Desarrolla una obsesión por Maxxie y se convierte en su acosadora. Sin su padre, cuida de su madre Sheila, que sufre de esclerosis múltiple. Luego ella y Anwar mantienen una inestable relación tanto amorosa como sexual.
También está Effy Stonem (Kaya Scodelario), que es la hermana menor de Tony, con quien comparte muchas cualidades. Es misteriosa y manipuladora, y silenciosa durante la primera temporada, en donde casi no se le escucha hablar; durante las siguientes, se aprecia su decadencia psicológica. Otro personaje recurrente es Abigail Stock (Georgina Moffat), es una chica de clase alta con tendencias sociópatas, y una de las conquistas sexuales de Tony. «Posh» Kenneth (Daniel Kaluuya) va al mismo colegio que el reparto principal y a menudo pasa tiempo con los chicos. Madison «Mad» Twatter (Stephen Walters) es un traficante de drogas, quien le fía varias onzas de hierba a Sid, Doug (Giles Thomas) es un profesor de Roundview College, y la cómica británica y coescritora Josie Long aparece como consejera de carreras.

### Segunda generación: tercera y cuarta temporada (2009—2010)
Artículo principal: Personajes de Skins (segunda generación)

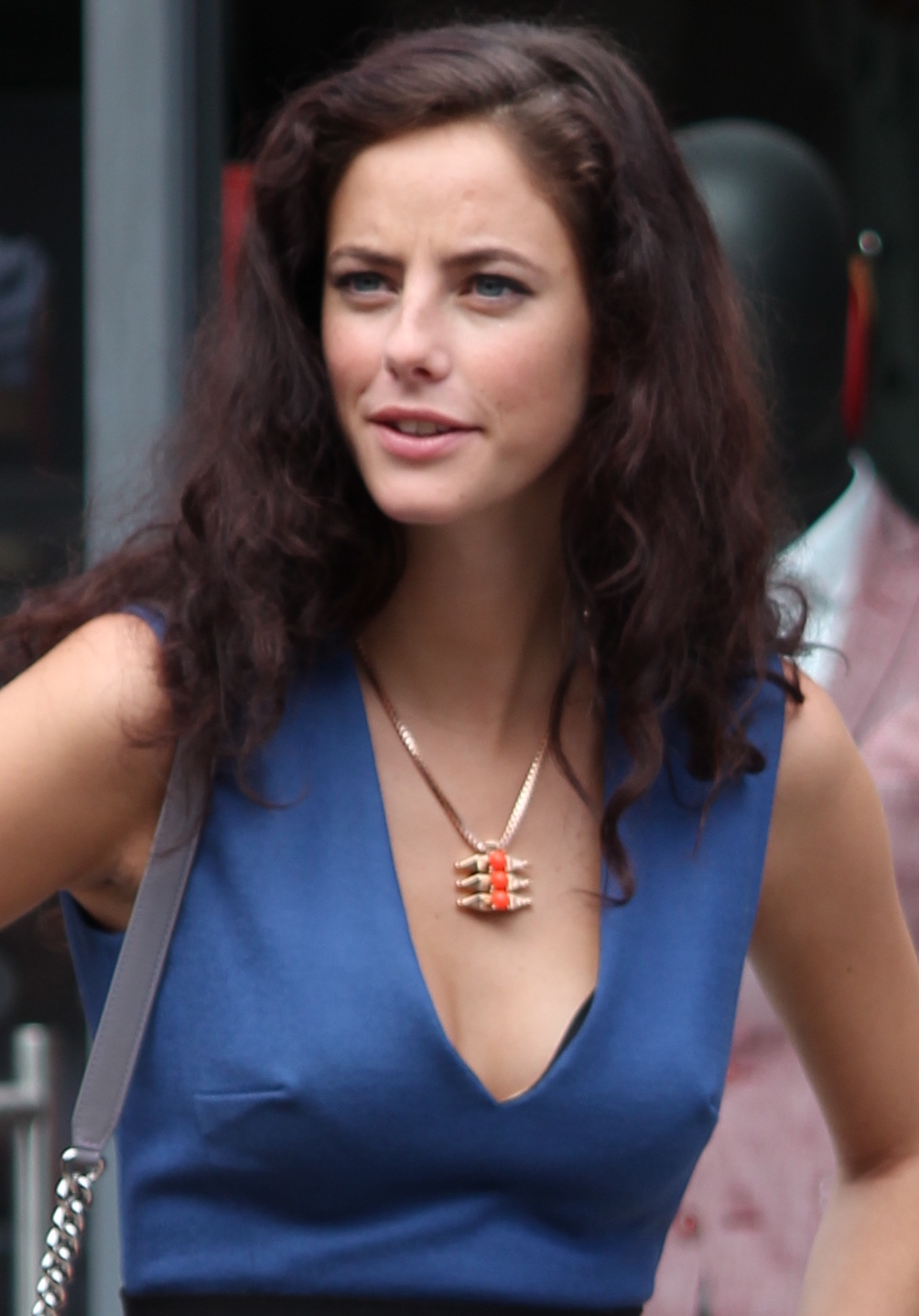
Kaya Scodelario interpreta a Effy en la primera y segunda generación

Effy Stonem (Kaya Scodelario), la hermana menor de Tony, se convierte en el personaje principal de la segunda generación. Effy es guapa, y, al igual que su hermano, una manipuladora natural. También es misteriosa y distante, tratando de guardarse sus problemas para sí. Pandora «Panda» Moon (Lisa Backwell) es su amiga, una chica inocente en el mundo del sexo y los narcóticos en el que Effy se encuentra, pero dice que está lista y dispuesta para explorarlo. Thomas Tomone (Merveille Lukeba) es un inmigrante de la República del Congo, con un punto de vista moralmente recto y de buen corazón; tiene una relación sentimental con Pandora.
James Cook (Jack O'Connell), Freddie McClair (Luke Pasqualino) y JJ Jones (Ollie Barbieri) han sido mejores amigos desde la infancia. Aunque Cook es carismático y extrovertido, también es un mujeriego buscapleitos que no tiene miedo a la autoridad. Por el contrario, Freddie es un patinador tranquilo al que le gusta fumar hierba, y como el amigo más sensible y responsable, a menudo tiene que cuidar de Cook por su comportamiento. Cook, JJ y Freddie se ven atraídos por Effy, lo que ocasiona una brecha en su amistad. JJ tiene síndrome de Asperger y eso hace que le sea difícil encajar en la sociedad, pero es un chico agradable que además sabe hacer trucos de magia. 
Katie (Megan Prescott) y Emily Fitch (Kathryn Prescott) son gemelas idénticas con personalidades muy diferentes. Katie es muy creída y quiere usurparle el puesto de «abeja reina» del grupo a Effy. Las actitudes homofóbicas de Katie causan problemas entre ellas cuando Emily llega a aceptar su homosexualidad. Emily es la más tranquila de las dos. Siempre está a la sombra de su hermana. Está enamorada de Naomi Campbell (Lily Loveless), una chica apasionada e idealista, pero que no reconoce del todo lo que siente por Emily. Emily también desarrolla una bonita y tierna amistad con JJ, con quien termina volviéndose bastante cercana.
También se incluyen otros personajes como Karen McClair (Klariza Clayton), la hermana mayor de Freddie, que está desesperada por ser famosa, Johnny White (Mackenzie Crook), un gánster psicótico de Bristol, con los comediantes Jordan Long y Justin Edwards como sus ineptos secuaces, y Kieran MacFoeinaiugh (Ardal O'Hanlon) (pronunciado Mac-Phew), el tutor de la universidad descuidada de la cuadrilla. Chris Addison aparece como el nuevo director de Roundview College, David Blood, Will Young como consejero de la escuela, Pauline Quirke como la detective que investiga el suicidio de Sophia, y Georgia Henshaw como Lara, la nueva novia de JJ.
Al igual que con la primera generación, los padres del elenco central son interpretados por actores cómicos británicos establecidos. Harry Enfield y Morwenna Banks regresan como los padres de Effy, Jim y Anthea Stonem, con el socio de vida real de Banks, David Baddiel, apareciendo como el colega de Jim con el que Anthea tiene un romance. Sally Phillips actúa como la madre de Pandora, Angela Moon. Simon Day actúa como el padre de Freddie, Leo McClair. Olivia Colman actúa como la madre de Naomi, Gina Campbell. Juliet Cowan y Douglas Hodge actúan como los padres de JJ, Celia y Edward Jones. Ronni Ancona y John Bishop actúan como los padres de Katie y Emily, Jenna y Rob Fitch. Matt King y Tanya Franks actúan como los padres alienados de Cook, Cook Sr., y Ruth Byatt. Maureen Lipman también actúa como la tía de Pandora, Elizabeth y Dudley Sutton como el abuelo de Freddie, Norman.

### Tercera generación: quinta y sexta temporada (2011—2012)
Artículo principal: Personajes de Skins (tercera generación)

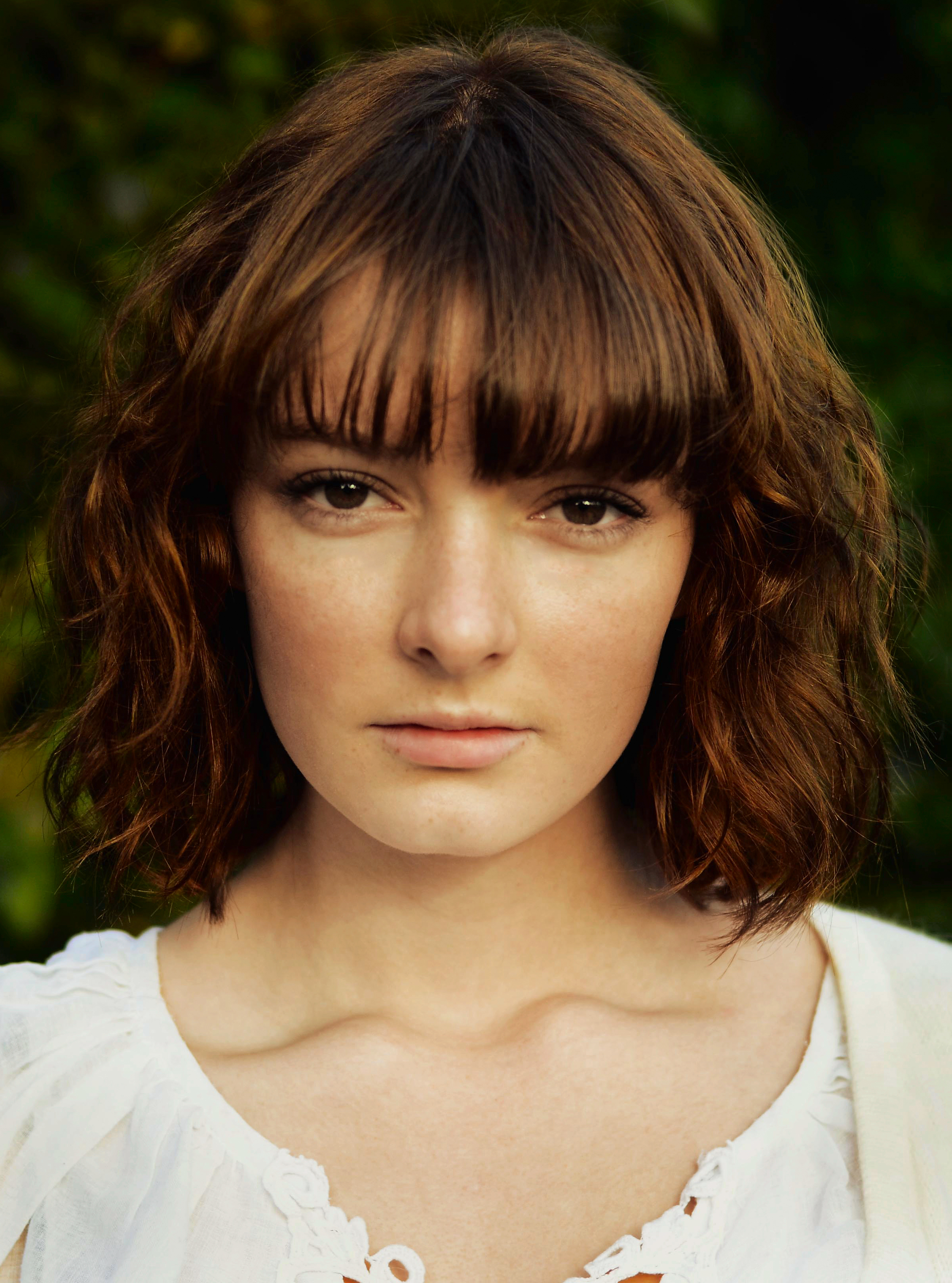
Dakota Blue Richards interpreta a Franky en la tercera generación

Franky Fitzgerald (Dakota Blue Richards) es una chica nueva que llega a estudiar en Roundview tres semanas después de mudarse a Bristol desde Oxford. Es inteligente y creativa, pero resulta extraña para el resto, en parte debido a su estilo andrógino. Alo Creevey (Will Merrick) es un optimista chico de granja que ama a su perro y su camioneta por encima de todo y tiene un notable olfato para la fiesta. Su mejor amigo es Rich Hardbeck (Alex Arnold), un chico sumergido en la subcultura del heavy metal. Rich utiliza el elitismo musical como una forma de ocultar su timidez, especialmente con las chicas.
Mini McGuinness (Freya Mavor), Liv Malone (Laya Lewis) y Grace Blood (Jessica Sula) han sido mejores amigas desde la infancia. Mini es la popular abeja reina de Roundview, pero oculta sus propias inseguridades (tales como su imagen corporal y su virginidad) siendo cruel con Franky y otros. De sus dos amigas, Liv es la más cercana a Mini. Es un personaje realista y extremo. En contraste, Grace es dulce, amable y con una perspectiva positiva. Grace comienza a disociarse de Mini después de ver cómo trata a Franky y, en el primer episodio, establece amistad con otra gente: Franky, Alo y Rich. 
El novio de Mini es Nick Levan (Sean Teale). Su popularidad es una especie de símbolo de estatus para Mini, pero los sentimientos de Nick por ella son poco profundos. Su hermano Matty (Sebastian de Souza) ha tensado las relaciones con su familia, por lo que el chico debe vivir fuera de casa tras un altercado con su padre. En la temporada seis, el grupo se hace amigo de Alex Henley (Sam Jackson), que en particular forma una estrecha amistad con Liv.
Giles Thomas regresa como Doug, director adjunto de Roundview, y el comediante Chris Addison como el director David Blood. Josie Long regresa en la temporada seis, una vez más como consejera. 

### Skins Redux: temporada 7 (2013)
En la última temporada de la exitosa serie británica, titulada Skins Redux, podemos ver el regreso de algunas estrellas de temporadas anteriores, donde nos narran sus vidas ya de adultos, si finalmente pudieron cumplir sus sueños o si por el contrario sus vidas fueron a peor, contadas en tres historias individuales divididas en dos capítulos. En esta nueva temporada vemos de nuevo a Hannah Murray como Cassie en Skins Pure. En estos episodios, Cassie, después de vivir 5 años en Nueva York, decide volver a Londres para trabajar como camarera en un café propiedad de un inmigrante griego. Vive en un piso de alquiler y todo le va bien, hasta que descubre que alguien le está haciendo fotos sin su permiso. Además, después de visitar a su padre, se da cuenta de que este es alcohólico. 
Por otra parte regresa Jack O'Connell como Cook en Skins Rise, en esta temporada Cook es traficante de drogas y dos mujeres ocupan su vida. Por un lado está Emma, su novia, y por otro está Charlie, la novia de su actual jefe Louie, a la cual Cook trata de proteger. No se deja claro si tuvo consecuencias los actos que hizo al terminar las segunda generación de Skins.
Y por último, tenemos a Kaya Scodelario como Effy, Lily Loveless como Naomi y Kathryn Prescott como Emily en Skins Fire. En estos capítulos Effy trabaja como recepcionista en una empresa hasta que, a través de Dom, un chico nerd que está enamorado de ella, se entera de cierta información privilegiada que no duda en utilizar para su propio beneficio, sin tener en cuenta las terribles consecuencias que esto puede tener. Naomi y Emily siguen siendo pareja, aunque cada una viva en una ciudad diferente, intentan verse lo máximo posible. La trama da un giro inesperado al darse cuenta de la enfermedad de Naomi y el poco tiempo que le queda de vida.

## Producción
El equipo de guionistas incluye a los hermanos Dawson: Steve Andrew y Tim (Balls of Steel), Jack Thorne, Josie y Ben Long Schiffer. También hay escritores invitados para determinados episodios, como Simon Amstell.
Skins se filmó en Brístol y las escenas escolares están filmadas en la Academia John Cabot. Muchos de los sitios utilizados durante la filmación, como la cafetería y el comedor, existen realmente en Bristol. Grabada en alta definición con varias cámaras Sony HDW-750P, se edita utilizando Final Cut Pro BBC Posproducción (Bristol).

## Emisión
En España la serie se emitió en Neox entre 2007 hasta 2010; sin embargo, después de 3 temporadas dobladas en español, su versión en catalán se estrenó en noviembre del 2011 y se siguió emitiendo en TV3. La sexta temporada se estrenó el 7 de septiembre de 2013, y la séptima en marzo del 2014.

## Recepción
La primera temporada recibió críticas positivas, aunque algunos críticos se quejaron de que la serie representa a adolescentes de manera poco realista y estereotípica. Otros criticaron la promoción excesiva del programa (específicamente en el Reino Unido) y la escritura relativamente mediocre en comparación con otros programas de temática similar. El actor Nicholas Hoult defendió las historias extremas, diciendo que no reflejarían «la vida adolescente de todos», y agregó que «tal vez sea mayor para el entretenimiento, pero todo es creíble».

## Novelas
Skins cuenta con dos novelas que narran los hechos sucedidos en las vacaciones de verano de los chicos. La primera, Skins: The Novel escrita por Ali Cronin, publicada en enero de 2010 por Hodder & Stoughton, se centra en los protagonistas de la segunda generación en la que cuenta los hechos del verano entre la tercera y la cuarta temporada. La segunda, Skins Summer Holiday escrita por Jess Brittain, hermana e hija de Jamie Brittain y Bryan Elsley (los creadores de la serie), fue publicada en marzo de 2011 también por Hodder & Stoughton: centrada en la tercera generación de protagonistas, narra los hechos que sucedieron antes del comienzo de la quinta temporada.